# Frank Warschauer
Frank Warschauer (* 22. April 1892 in Darmstadt; † 18. Mai 1940 in Naarden, Niederlande) war ein deutscher Journalist.

## Leben und Beruf
Frank Warschauer war seit Beginn der 1920er Jahre Mitarbeiter der Musikblätter des Anbruch, der Weltbühne und der Vossischen Zeitung. Hier wirkte er vor allem als Literatur-, Musik- und Filmkritiker. Seit 1919 war er neben Lion Feuchtwanger einer der engsten Freunde Bertolt Brechts, der über ihn schrieb: „Er hat zuviel Ziel in sich, er wickelt in alle Verhältnisse Sinn, er glaubt an Fortschritt und dass ein Lurch eben nicht anders kann, als irgendeinmal ein Affe zu werden.“ Warschauer, Feuchtwanger, Brecht und Arnold Zweig bildeten einen verschworenen Freundeskreis.
Am 27. Februar 1933 waren Zweig und Warschauer zu Besuch bei Lola Humm-Sernau in Berlin-Eichkamp. Dort erreichte sie die Nachricht vom Reichstagsbrand. Warschauer erklärte: „Ich fahre heute noch nach Prag. Mein Handkoffer steht schon gepackt in der väterlichen Wohnung. Und damit verließ er uns. Wir fanden den Aufbruch übertrieben, aber ein paar Wochen später bewunderten wir ihn.“ In Prag gründete Warschauer zusammen mit Friedrich Burschell die Thomas-Mann-Gesellschaft. 1937 gab er den Sammelband Prag heute heraus, in dem Beiträge von Paul Eisner, Willy Haas und Otokar Fischer sowie Illustrationen von Ludwig Wronkow und Adolf Hoffmeister versammelt waren. Klaus Mann schrieb eine euphorische Rezension im Neuen Tage-Buch.
Kurz vor dem deutschen Einmarsch in die Tschechoslowakei entkam Warschauer nach Amsterdam, wo er an Thomas Manns Zeitschrift Mass und Wert mitarbeitete. Beim Einmarsch der Wehrmacht in die Niederlande nahm er sich das Leben. „Europa hielt und tötete ihn“, schrieb Ludwig Wronkow in seinem Nachruf, und Arnold Zweig teilte seine Trauer am 6. Mai 1943 Lion Feuchtwanger mit: „Schickele, Hegemann, Tucholsky, Toller, Ernst Weiß, Frank Warschauer, Wassermann, Franz Blei, Musil, Roth - alle sind gegangen, und wer weiß, wer noch unter den Überlebenden sein wird, wenn uns das Radio den Zusammenbruch des Nazismus meldet.“

## Familie
Er war der Sohn des Nationalökonomen Otto Warschauer und der Hermine geb. Friedlaender. Sein Bruder Martin Warschauer war Lehrer und starb 1968 in England. Fritz von Friedlaender-Fuld war ein Halbbruder seiner Mutter. Emil Ludwig war ein Sohn von Valesca Cohn geb. Friedlaender, der Halbschwester Hermine Warschauers.
Frank Warschauer war zwei Mal verheiratet. Die erste Ehe ging er 1922 mit Esther Warschauer ein. Bertolt Brecht widmete dem Brautpaar seine Ballade von der Hanna Cash. Die Ehe hielt nur einige Jahre. 1937 heiratete er in Prag Gussy Warschauer-Gerson, die spätere Ehefrau des Schriftstellers Alexander Moritz Frey.